# Amerika (Zug)

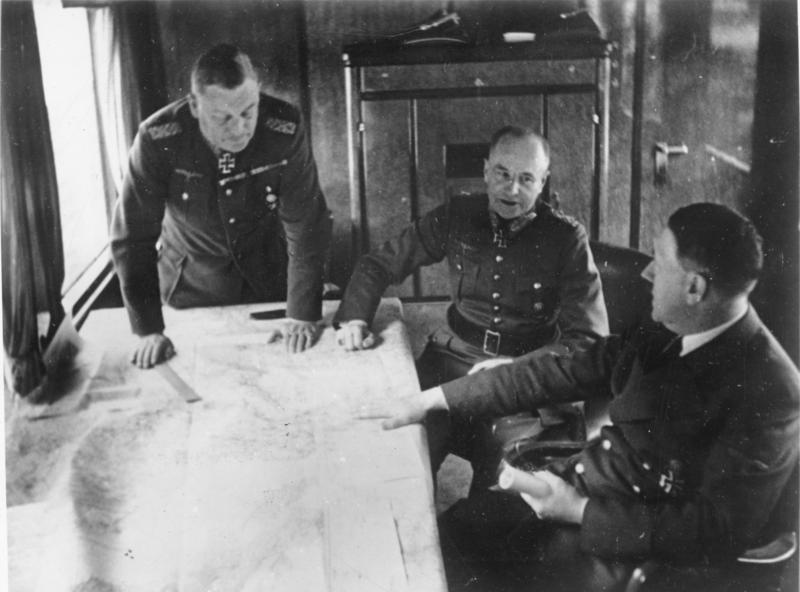
Hitler, von Brauchitsch und Keitel bei einer Besprechung im Zug (1941)

Amerika war der erste Deckname des Sonderzuges, den Adolf Hitler während des Zweiten Weltkriegs benutzte.
Unter dem Decknamen Asien lief ein ähnlicher Sonderzug, den Hermann Göring nutzte.

## Beschreibung
Unter diesem Decknamen verkehrte der Sonderzug ab dem 3. September 1939. Der Zug verkehrte grundsätzlich mit einer Doppelbespannung. Anfangs waren das bevorzugt Schnellzuglokomotiven der Baureihe 01.10 mit Stromlinienverkleidung. Der Zug war in grüner Grundfarbe gehalten, hatte beige Zierstreifen und die Reichsadler an den Fahrzeugen waren plastisch aufgesetzt. Zu dem Zug „Amerika“ gab es einen Vorzug, der weiteres Personal aus dem Umfeld Hitlers transportierte.
Am 12. September 1939 reiste Hitler mit dem Sonderzug nach Ilnau, wo bei einer Konferenz die Zerstörung der polnischen Staatlichkeit und die Vernichtung der polnischen Führungselite angekündigt wurden.
Zum 1. Februar 1943 wurde der Deckname des Zuges gewechselt. Er hieß ab sofort: „Brandenburg“. Die Bezeichnung „Amerika“ wurde intern aber offensichtlich weiter verwendet.

## Zusammensetzung
Die Zusammenstellung des Zuges wurde nach Bedarf auch geändert, etwa wenn Salonwagen anderer NSDAP-„Größen“ eingestellt wurden. Dabei blieb aber konstant, dass der Zug an beiden Enden Plattformwagen führte, auf denen Flugabwehrkanonen montiert waren. Dem folgten – wie bei solchen Zügen allgemein üblich – an beiden Enden Gepäckwagen als Schutzwagen. Sie führten Dieselgeneratoren mit, die die Energieversorgung des Zuges sicherstellten, wenn er längere Zeit stand. Nächstfolgend war an einem Ende des Zuges der Salonwagen Hitlers eingestellt. In welcher Richtung der Zug fuhr, ob also der Salonwagen Hitlers im vorderen oder hinteren Zugteil lief, war von betrieblichen Gegebenheiten abhängig.
Eine typische Zusammensetzung des Zuges entsprach folgendem Schema, wobei immer wieder einmal einzelne Fahrzeuge ausgetauscht, ergänzt oder zugefügt werden konnten.
| Beschreibung                                                | Bezeichnung        | Nummer      |
| ----------------------------------------------------------- | ------------------ | ----------- |
| Plattformwagen für Flak                                     |                    | 918 039 P   |
| Salon-Maschinengepäckwagen mit 80 kW-Dieselgenerator        | Sal Masch Pw4ük-37 | 105 065 Bln |
| Salonwagen Hitlers mit Aussichtswagen (Bln 10 282)          | Salon 4ü-37a       | 10 206 Bln  |
| Konferenzwagen (wurde nur bei besonderem Anlass mitgeführt) | Sal Ber 4ü-38a     | 10 252 Bln  |
| Wagen für Begleitkommando und Kriminalpolizei               | Sal Bgl 4ü-37      | 10 221 Bln  |
| Speisewagen (mit Langtafel)                                 | Salon R 4ü-37      | 10 242 Bln  |
| Gästeschlafwagen 2                                          | Salon WL4ü-37      | 10 232 Bln  |
| Gästeschlafwagen 1                                          | Salon WL4ü-37      | 10 231 Bln  |
| Badewagen                                                   | Sal Bad 6ü-39      | 10 281 Bln  |
| Salonspeisewagen (2+1 Bestuhlung)                           | Salon R 4ü-37      | 10 244 Bln  |
| Personalwagen                                               | Sal Bgl 4ü-37      | 10 223 Bln  |
| Personalwagen                                               | Sal Bgl 4ü-37      | 10 222 Bln  |
| Pressewagen                                                 | Salon Presse 4ü-37 | 10 251 Bln  |
| Salon-Maschinengepäckwagen mit 80 kW-Dieselgenerator        | Sal Masch Pw4ük-37 | 105 063 Bln |
| Plattformwagen für Flak                                     |                    | 918 041P    |